# Turley Richards
Turley Richards (nacido en Charleston, Virginia Occidental) es un cantante y guitarrista estadounidense.
A Richards le fue cegado su ojo derecho a los cuatro años de edad en un accidente de tiro y arco, y perdió la vista en su ojo derecho algunos años después. Comenzó su carrera musical en la adolescencia, con un grupo llamado The Five Pearls (Las cinco perlas) en los años 50. Su primera aparición en una grabación fue con en el sencillo titulado "All About Ann", realizado en Cincinnati, Ohio grabado por Fraternity Records.
Se mudó a Los Ángeles con un conjunto a comienzos de los 1960s, pero su banda fracasó y retornó a Virginia Occidental. Finalizando los 1960s se mudó a Estado de Nueva York, y eventualmente tuvo éxito allí, realizando su álbum debut en Warner Bros. Records en 1970. Realizó dos singles de menor éxito en EE. UU. en la década de 1970. Posteriores producciones fueron realizadas al final de la década, así como su tercer éxito en 1980.
En 1985, Richards perdió la voz, pero la recuperó gracias a una exitosa terapia. Él mismo produjo su último disco en el 2005 titulado Back to My Roots (volviendo a mis raíces).

## Discografía
- (1959) - All About Ann / Making' Love with My Baby (single) (Fraternity Records)
- (1959) - I Wanna Dance / Since I Met You (single) (Fraternity Records)
- (1964) - Since You Been Gone / What’s Your Name  (single) (MGM Records)
- (1965) - The Many Souls Of Turley Richards (20th Century Fox)
- (1966) - Crazy Arms / I Just Can't Take It Any Longer (single) (Columbia)
- (1966) - I Feel Alright / I Can't Get Back Home To My Baby (single) (Columbia)
- (1970) - Turley Richards (Warner Bros. Records)
- (1971) - Expressions (Warner Bros. Records)
- (1972) - From Darkness To Light (Silba) - Solo Concert, Rare Release
- (1973) - Because I Am (Clearlight Productions)
- (1976) - West Virginia Superstar (Epic)
- (1978) - Under The Boardwalk (single) (Epic)
- (1980) - Therfu (Atlantic)
- (1984) - Skin Fever (single) (Vitag Records)
- (2007) - A Matter Of Faith (Kiongazi Music)
- (2007) - Back to My Roots (Kiongazi Music)
- (2008) - Blindsighted (Kiongazi Music)

## Sencillos
- "I Heard the Voice of Jesus" (1970) US #99[1]
- "Love Minus Zero - No Limit" (1970) US #84
- "You Might Need Somebody" (1980) US #54